# Linh dương đen Ấn Độ
Linh dương đen Ấn Độ (danh pháp hai phần: Antilope cervicapra) là loài linh dương phân bố tại tiểu lục địa Ấn Độ. Đây là loài linh dương đặc hữu tại khu vực này.
Loài này thuộc họ Bovidae, bộ Artiodactyla. Được IUCN phân là loài sắp bị đe dọa từ năm 2003, do phạm vi sinh sống giảm mạnh trong thế kỷ 20. Số lượng bản địa dần ổn định, đạt khoảng 50 000 cá thể vào năm 2001.
Linh dương đen là loài duy nhất tồn tại thuộc chi Antilope.
Tên của chi bắt nguồn trong tiếng Latin từ antalopus, động vật có sừng. Tên riêng cervicapra bao gồm 2 từ Latin là capra, nghĩa là con dê và cervus, nghĩa là con hươu.

## Hình dạng

### Kích thước và khối lượng

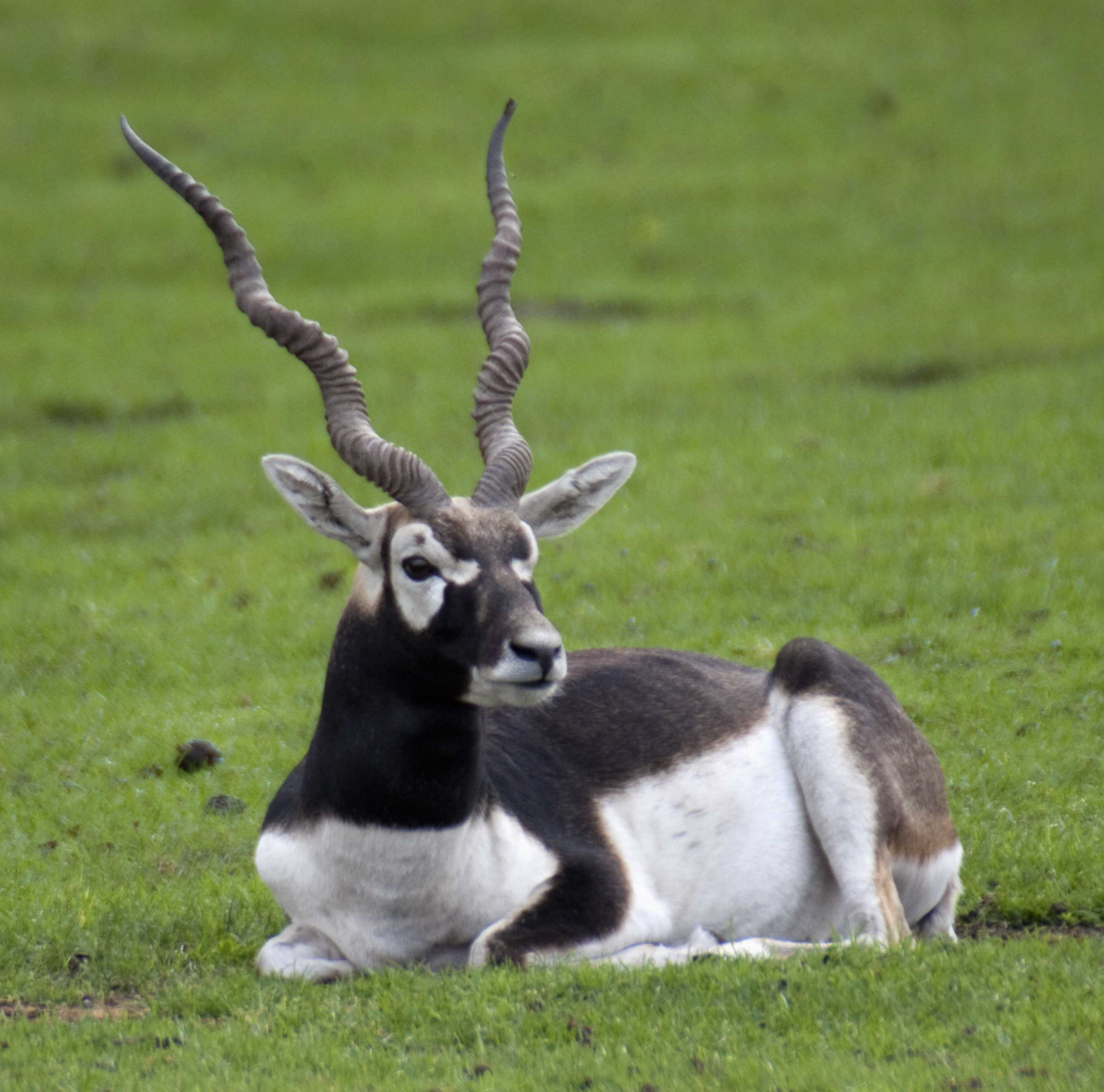
Toàn thân linh dương đực

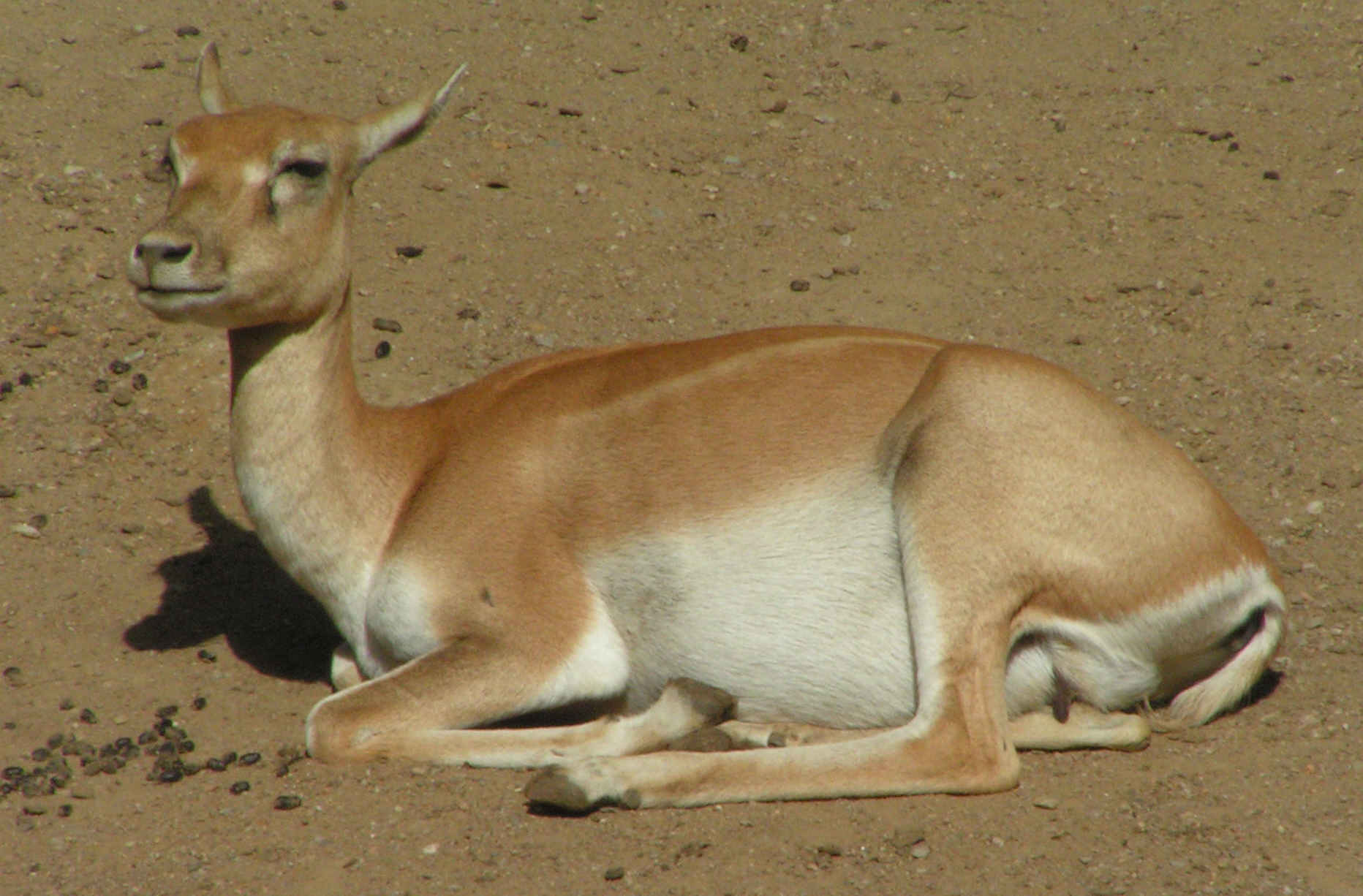
Toàn thân linh dương cái

Linh dương đen có sự tương đồng với linh dương gazelle, được tìm thấy trên bán đảo Ả Rập. Linh dương đen mảnh mai với chiều dài thân khoảng 120 cm (47 in), bờ vai cao khoảng 73,7 đến 83,8 cm (29,0 đến 33,0 in). Con đực lớn hơn con cái. Con đực trưởng thành cân nặng trong khoảng 34 đến 45 kg (75 đến 99 lb); con cái nặng 31 đến 39 kg (68 đến 86 lb). Đuôi ngắn và nén.

### Lông
Cả con đực và con cái đều có phần lông màu trắng dưới bụng, ngực, quanh mắt, cằm, vòm miệng, phần mông và ở mặt trong của 4 ống chân. Linh dương đen lưỡng hình giới tính về màu sắc của phần đầu và lưng. Con cái và con non có màu vàng nhạt - nâu vàng trên lưng và ở mặt ngoài 4 ống chân; dưới bụng màu trắng. Hai màu sắc được chia ra rõ nét bởi một đường nhạt màu 2 bên sườn. Con đực có lông màu đen pha chút nâu ở lưng, trên đỉnh đầu, gò má, hai bên sườn, cổ và mặt ngoài của 4 ống chân. Linh dương đực gần như trở thành màu đen khi đạt độ tuổi nhất định; chỉ sau gáy vẫn còn màu đỏ hơi nâu, và đường nhạt màu 2 bên sườn biến mất. Thông thường, khi không vào mùa giao phối, thường là cuối mùa mưa, giữa mùa đông, linh dương đực sẽ rụng lông. Từ màu đen chuyển thành vàng nâu, chỉ giữ lại lông sẫm màu trên mặt và chân. Đến đầu tháng 4 năm sau, lông linh dương đực trở lại màu đen pha chút nâu, khi thời tiết nóng lên.

### Sừng
Chỉ có linh dương đực mới có cặp sừng phân ra, hình trụ, xoắn ốc, và có nhiều vòng tròn bao quanh. Những chiếc vòng tụ vào nhau gần hộp sọ. Các lượt xoắn ốc biến đổi từ ít hơn 3 đến 5. Sừng dài khoảng 45,6–68,5 cm (18,0–27,0 in). Loài này có mõm hẹp và móng guốc nhọn. Nhìn tổng thể cặp sừng có hình chữ V.

### Bạch tạng
Chứng bạch tạng ở linh dương đen hiếm thấy, được gây ra do thiếu sắc tố melanin. Các chuyên gia động vật hoang dã cho rằng vấn đề lớn nhất gây ra bạch tạng cho linh dương đen do bởi kẻ thù và săn bắn.

## Phân bố và môi trường sống
Trong thế kỷ 19, linh dương đen phân bố từ vùng đồng bằng rộng thuộc dãy Himalayas đến vùng Cape Comorin, và từ vùng Punjab đến vùng hạ Assam. Chúng khá phong phú tại các tỉnh tây bắc Ấn Độ thuộc Anh, Rajputana, một phần của cao nguyên Deccan, và trên vùng đồng bằng gần bờ biển của Orissa và hạ Bengal. Nhiều đàn đôi khi bao gồm hàng ngàn cá thể có cả hai giới và mọi lứa tuổi.
Ngày nay, quần thể linh dương đen được giới hạn trong khu vực thuộc Maharashtra, Odisha, Punjab, Rajasthan, Haryana, Gujarat, Andhra Pradesh, Tamil Nadu, và Karnataka, với vài nhóm nhỏ ở Trung Ấn. Chúng cư trú tại nhiều khu bảo tồn của Ấn Độ bao gồm:
- Công viên quốc gia Velavadar là nhà của quần thể lớn ước tính khoảng 1500 cá thể từ giữa những năm 1990.[10]
- Point Calimere Wildlife and Bird Sanctuary
- Khu bảo tồn Tal Chhapar
- Khu bảo tồn quốc gia Chambal
- Vườn quốc gia Keoladeo
- Khu bảo tồn thiên nhiên hoang dã Ranebennur
- Khu bảo tồn Great Indian Bustard
- Khu bảo tồn thiên nhiên hoang dã Kaimur
- Công viên quốc gia rừng rậm Gir[11]
- Công viên quốc gia Guindy[6]
- Công viên quốc gia Ranthambhore[12]
- Khu dự trữ bảo tồn linh dương đen Sorsan, Baran, Rajasthan
- Khu bảo tồn Shergarh, Baran, Rajasthan
- Khu bảo tồn linh dương đen Vallanadu, Tuticorin, Tamil Nadu

Tại Nepal, quần thể sống sót cuối cùng được tìm thấy khu vực bảo tồn linh dương đen phía nam vườn quốc gia Bardia. Năm 2008, số lược ước tính 184.
Tại Pakistan, linh dương đen phân bố không đều theo tập tính sống lang thang, di chuyển dọc theo khu vực biên giới với Ấn Độ. Loài này được nuôi nhốt tại vườn quốc gia Lal Suhanra nhằm tái lập quần thể hoang dã. Chúng được cho là tuyệt chủng tại Bangladesh.
2 phân loài được công nhận:
- Antilope cervicapra cervicapra (phân loài chỉ định)
- Antilope cervicapra rajputanae

Linh dương đen được du nhập tới Argentina và USA. Số lượng ước khoảng 43.600 cá thể vào thời điểm chuyển giao thế kỷ.

## Sinh thái và tập tính

### Bầy đàn
Linh dương đen thường sống trên các đồng cỏ hoặc cánh rừng thông thoáng theo đàn từ 5 đến 50 (mặc dù cũng có những đàn vài trăm) cá thể với một con đực đầu đàn. Những đàn có thể bao gồm cả đực và cái, hoặc có thể bao gồm toàn linh dương đực, hoặc con cái và con non của nó.Loài này chạy rất nhanh. Tốc độ đạt hơn 80 km/h (50 mph) được ghi nhận. Linh dương đen thường hoạt động suốt cả ngày vào những tháng lạnh, nhưng chủ yếu là vào buổi sáng và chiều tối khi nhiệt độ cao

### Khẩu phần
Linh dương chủ yếu ăn cỏ (mặc dù nhiều loại thực vật phụ thuộc theo mùa) và tránh khu vực rừng sâu. Chúng có nhu cầu uống nước mỗi ngày, có thể di chuyển một quãng đường dài để tìm kiếm nước và thức ăn trong mùa hè. Thông thường, linh dương ăn cả ngày. Khẩu phần chủ yếu là cỏ các loại, nhưng đôi khi có thể ăn chồi non trên cây keo ở sa mạc Cholistan. Tại vườn quốc gia Velavadar, từng quan sát thấy loài này ăn cả vỏ quả Prosopis juliflora trong mùa thiếu thức ăn quen thuộc.

### Sinh sản

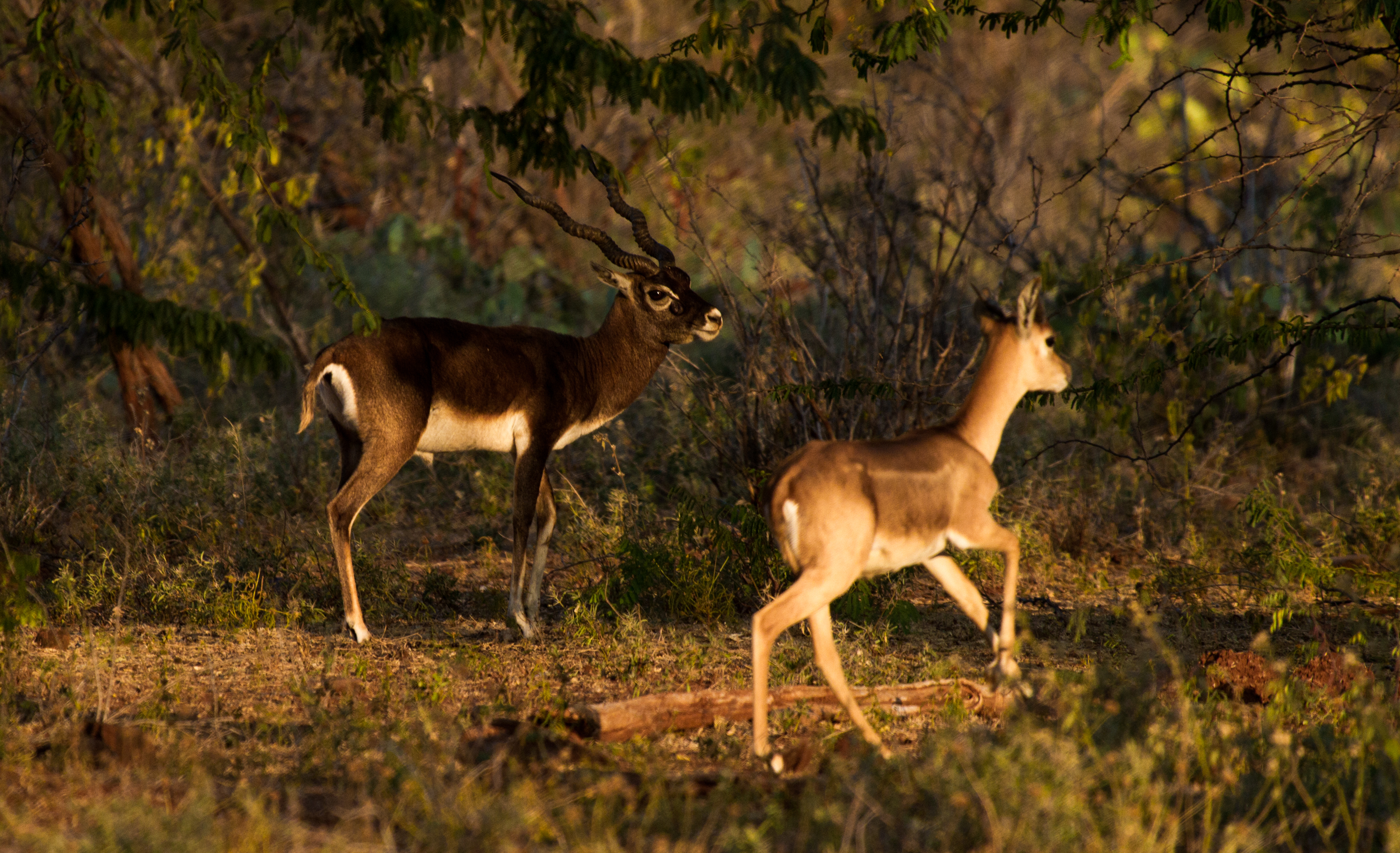
Linh dương đen tán tỉnh nhau trong mùa giao phối

Trong khi mùa giao phối có thể diễn ra suốt năm, linh dương đen sinh sản cao điểm từ tháng 3 đến tháng 4 và tháng 8 đến tháng 10. Trong thời gian đó, những con đực chiếm lãnh địa có khả năng thay đổi cả về quy mô và các lãnh địa lân cận. Trong một số quần thể, một vài linh dương đực bảo vệ 1 vùng lớn, những lãnh địa nằm rải rác, trong khi những con đực khác thường tụ tập nhóm nhỏ, lãnh địa tụ họp lại và xuất hiện sự giao phối theo kiểu hệ thống Lek. Người ta tin rằng số linh dương cái trong nhóm có thể xác định chiến lược giao phối mà linh dương đực đã làm.
Linh dương cái sinh một con non duy nhất sau thai kỳ 6 tháng. Giống như hầu hết những loài linh dương, con non vẫn ở ẩn vài tuần đầu tiên, linh dương cái sẽ cho con bú sữa định kỳ.

### Kẻ thù
Động vật săn thịt linh dương chủ yếu là báo săn châu Á, hiện nay đã tuyệt chủng tại Ấn Độ. Hiện tại, sói xám, báo hoa là loài săn chủ yếu cả linh dương non nâu vàng và linh dương trưởng thành. Con non cũng bị chó rừng lông vàng săn thịt. Chó làng được báo cáo cũng giết được con non, nhưng không có khả năng săn và giết thành công linh dương trưởng thành.

### Tuổi thọ
Tuổi thọ tối đa được ghi nhận là 18 năm và trung bình là 12 năm, trong điều kiện nuôi nhốt có thể sống lâu hơn.

## Sự đe đọa
Trong thế kỷ qua, phạm vi sống và số lượng đã giảm mạnh do bị săn bắt quá mức. Sư gia tăng số lượng vật nuôi và con người đã phá hủy môi trường sống của linh dương đen. Một số cá thể còn bị giết bất hợp pháp đặc biệt là nơi loài này sống với nilgai.
Linh dương đen bị săn để thịt và da. Nạn săn trộm vẫn xảy ra thường xuyên. Những quần thể còn lại bị đe dọa do giao phối cận huyết. Môi trường sống tự nhiên của loài đang bị lấn chiếm bởi cư dân địa phương, cần có đất canh tác và đất chăn thả gia súc nuôi. Tiếp xúc với vật nuôi cũng dễ mắc bệnh truyền nhiễm.
Tình trạng bảo vệ loài đã đạt được mức cộng đồng thông qua một vụ kiện tòa án phổ rộng. Theo đó một trong những ngôi sao điện ảnh hàng đầu của Ấn Độ, Salman Khan, đã bị kết án 5 năm tù giam vì tội giết hai cá thế linh dương đen và một số cá thể linh dương chinkara có nguy cơ tuyệt chủng, trong 1 khu bảo tồn. Các vụ kiện tụng tòa án được thúc đẩy bởi sự biểu tình dữ dội từ nhóm dân tộc Bishnois, luôn xem động vật và cây xanh linh thiêng, trên vùng đất của họ săn bắt bị cấm.
Trong một vụ săn trộm, Mansoor Ali Khan Pataudi (1 vận động viên nổi tiếng) cũng đã giết một con linh dương đen và sau đó bỏ trốn chạy tội. Cuối cùng ông đã đầu hàng chỉ khi các cáo buộc được chuyển từ tòa án hình sự đến tòa án đặc biệt về môi trường, nơi ông sẽ đối mặt với bản án nhẹ hơn.
Trong quá khứ, đến cuối thế kỷ 19, đàn linh dương lớn vẫn rong ruổi trên khắp cánh động rộng lớn ở bắc Ấn. William Thomas Blanford (1 nhà khoa học) cho biết các đàn gồm hàng ngàn cá thể, nhưng thường là những đàn có 10-50 linh dương.
Cho đến khi đạo luật độc lập Ấn Độ năm 1947, linh dương đen và chinkaras bị săn nhiều tại các bang hoàng tộc cùng những con báo Gêpa được thuần hóa. Ngày hôm nay, chỉ còn đàn nhỏ được nhìn thấy, phần lớn sống trong các khu bảo tồn.
Nông dân thuộc vùng mở rộng đất canh tác coi linh dương đen là kẻ phá hoại hoa màu, và tiếp tục góp vào nguyên nhân sụt giảm loài này. Trong những năm 1970, linh dương đen đã tuyệt chủng ở một số khu vực.

## Bảo tồn

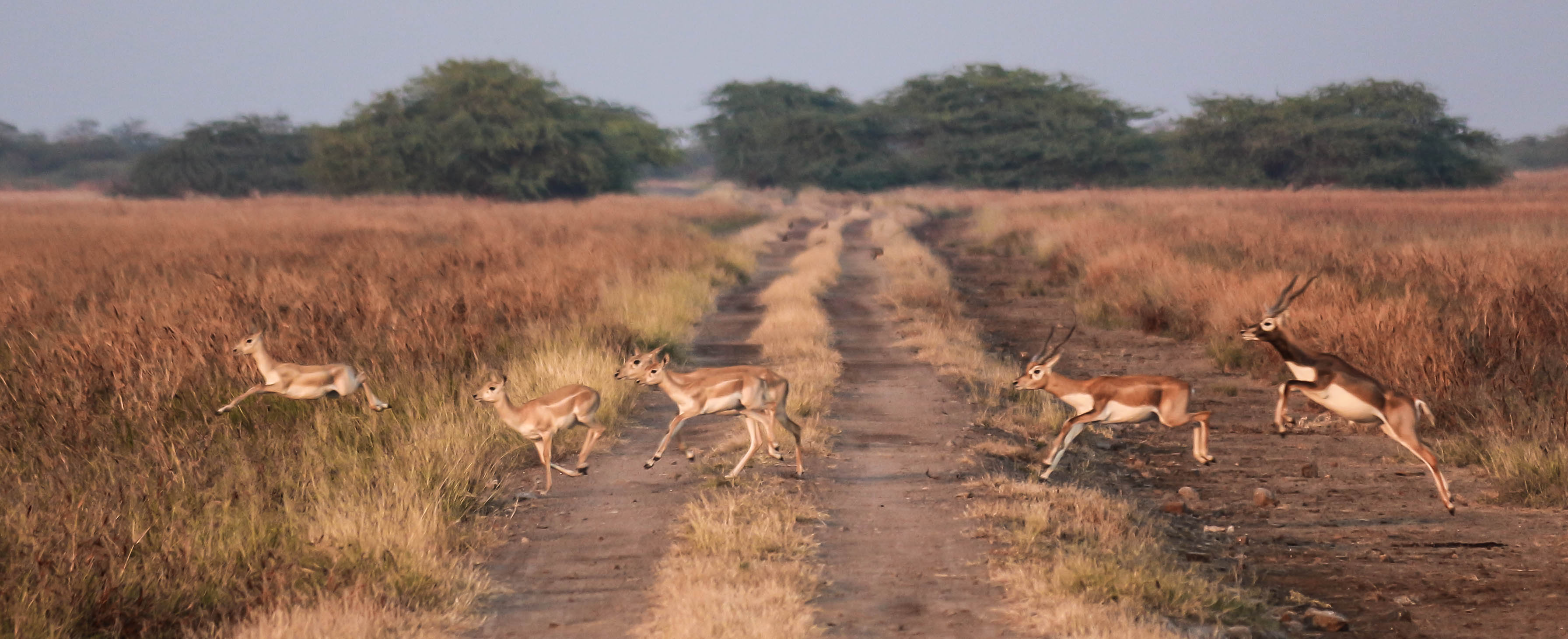
Đàn linh dương chạy nhảy tại vườn quốc gia Blackbuck, Velavadar

Linh dương đen được liệt kê trong Phụ lục III của Công ước quốc tế (CITES), nghĩa là buôn bán loài này cần được quy định. Tại Ấn Độ, mặc dù số lượng linh dương đã giảm đáng kể trong quá khứ, nhưng quần thể ở Ấn Độ đã ổn định, săn bắt linh dương đen bị cấm bởi luật Bảo vệ động vật hoang dã năm 1972. Loài này sống tại nhiều khu bảo tồn của Ấn Độ, nơi mà số lượng thậm chí còn tăng lên. Chúng cũng có thể được nhìn thấy trong các sở thú.
Linh dương đen được bảo vệ tại: 
- Vườn quốc gia Bardia, Bardia, Nepal
- Khu bảo tồn thiên nhiên hoang dã Abohar, Punjab
- Khu bảo tồn thiên nhiên hoang dã Bagdara, Madhya Pradesh
- Indian Institute of Technology Madras, Tamil Nadu
- Indian Wild Ass Sanctuary, Gujarat
- Vườn quốc gia Kanha, Madhya Pradesh
- Vườn quốc gia Kirthar, Pakistan (được rào lại nhằm tái hoang dã)
- Khu bảo tồn linh dương đen Jayamangali, Karnataka
- Vườn quốc gia Mahavir Harina Vanasthali, Andhra Pradesh
- Khu bảo tồn Rehakuri, Maharashtra
- Khu bảo tồn thiên nhiên hoang dã Sathyamangalam, Tamil Nadu
- Khu bảo tồn linh dương đen Vallanad, Tamil Nadu[21]

Loài này cũng được tìm thấy trong các khu vực rộng gần Dindori, Madhya Pradesh, tại khu vực bảo tồn linh dương đen Karopani, tọa lạc về khoảng 15 km từ Dindori và gần Koppal ở quận Koppal khoảng 15 km từ trụ sở chính. Tại Balaghat Lane, Kolar Gold Field, linh dương đen được tìm thấy trong các khu vực không được bảo vệ.
Nhiều biện pháp bảo tồn cũng đang được tiến hành nhằm khôi phục số lượng linh dương còn lại ở Nepal, đã tăng từ 9 cá thể vào năm 1975, khoảng 200 cá thể trong năm 2008. Ngăn chặn linh dương ăn hoa màu nhằm làm giảm xung đột với nông dân, đó cũng là một đề nghị dành Khu bảo tồn Blackbuck. Cải thiện nguồn nước, quản lý đồng cỏ và kiểm soát chó nhà đi lạc là những biện pháp khác được đề nghị cho việc bảo tồn linh dương ở Nepal.
Tại Pakistan, một quần thể được nuôi nhốt - sinh sản tại Vườn Quốc gia Lal Suhanra, với kế hoạch cuối cùng là tái nhập loài. Tuy nhiên, linh dương đen sẽ được yêu cầu bảo vệ đúng cách và quản lý môi trường sống nhằm đảm bảo sự tồn tại lâu dài của loài. Kế hoạch bảo tồn hơn nữa còn gồm sự tham gia của người dân địa phương thông qua các chiến dịch nâng cao nhận thức và giáo dục.

## Trong văn hóa
Linh dương đen được gọi bằng nhiều tên khác nhau, như pulvaai, thirugumaan, velimaan, kadamaan, iralai, karinchikedai và murugumaan trong tiếng Tamil. Chúng cũng được gọi là Krishna mruga trong tiếng Kannada và Krishna jinka trong tiếng Telugu, loài được chọn là động vật biểu tượng của bang Andhra Pradesh và Telangana. Tên địa phương khác của linh dương đen gồm có Krishnasar trong tiếng Bengali, Kala Hiran, Sasin, Iralai Maan, và Kalveet trong tiếng Marathi.
Trong Yājñavalkya Smṛti, Mahararishi Sri Yagyavalkya được trích dẫn như đã giải thích, "trên đất nước có linh dương đen, trên Dharma phải được biết."
Da của Krishna Mrugam đóng vai trò quan trọng trong Ấn Độ giáo, và các chàng trai Brahmin theo truyền thống phải đeo một tấm da quanh người sau nghi lễ Upanayanam. Theo thần thoại Hindu, linh dương đen hoặc Krishna Jinka là một phương tiện di chuyển (vahana) của thần Mặt trăng Chandrama. Theo sử thi Garuda Purana của thần thoại Hindu, Krishna Jinka ban cho sự thịnh vượng trong khu vực mà chúng sống.